# Ramsowo
Ramsowo (deutsch Groß Ramsau, 1928 bis 1945 Ramsau) ist ein Ort in der polnischen Woiwodschaft Ermland-Masuren. Er gehört zur Gmina Barczewo (Stadt- und Landgemeinde Wartenburg i.Ostp.) im Powiat Olsztyński (Kreis Allenstein).

## Geographische Lage
Ramsowo liegt nordöstlich des Debrong-Sees (polnisch Jezioro Dobrąg) im Westen der Woiwodschaft Ermland-Masuren, 23 Kilometer nordöstlich der Kreis- und Woiwodschaftshauptstadt Olsztyn (deutsch Allenstein).
|  |

## Geschichte

### Ortsgeschichte

#### Groß Ramsau
Dorf und Gut Rampsowo (nach 1379 Ramsau, nach 1785 Groß Ramsau (mit Zusatz)) wurde 1379 gegründet. Im Dorf wurde im Gründungsjahr eine Holzkirche errichtet, und zum Gut gehörte ein großer Park sowie eine Kapelle.
Im Jahre 1785 wurden für das damalige Ramsau insgesamt 50 Feuerstellen gezählt, im Jahre 1820 waren es für Groß Ramsau 44 Feuerstellen bei 191 Einwohnern.
Am 7. Mai 1874 wurde Groß Ramsau Amtsdorf und namensgebend für den Amtsbezirk Ramsau. Er gehörte zum Kreis Allenstein im Regierungsbezirk Königsberg (ab 1905: Regierungsbezirk Allenstein) in der preußischen Provinz Ostpreußen und bestand bis 1945. Ihm gehörten anfangs sieben Kommunen zu, am Ende waren es noch fünf:
| Deutscher Name                                                                     | Polnischer Name | Anmerkungen                                   |
| ---------------------------------------------------------------------------------- | --------------- | --------------------------------------------- |
| Debrong                                                                            | Dobrąg          |                                               |
| Groß Ramsau (Dorf)                                                                 | Ramsowo         | ab 1928 „Landgemeinde Ramsau“                 |
| Groß Ramsau (Gut)                                                                  |                 | 1928 in die Landgemeinde Ramsau eingegliedert |
| Klein Ramsau                                                                       | Ramsówko        | 1928 in die Landgemeinde Ramsau eingegliedert |
| Krämersdorf                                                                        | Kromerowo       |                                               |
| Sadlowo, Oberförsterei [Anteil Kreis Allenstein], 1930–1945 Bischofsburg, ObFörst. | Sadłowo         | zur Stadtgemeinde Bischofsburg                |
| Schönfließ                                                                         | Dadaj           |                                               |
| ab 1881: Wieps                                                                     | Wipsowo         | bis 1881 zum Amtsbezirk Cronau zugehörig      |

Im Januar 1945 bildeten Debrong, Krämersdorf, Ramsau, Schönfließ und Wieps den Amtsbezirk Ramsau.
Am 1. Dezember 1910 zählten Dorf und Gut Groß Ramsau zusammen 578 Einwohner. 397 von ihnen lebten im Dorf, und 181 im Gutsbezirk.
Am 20. September 1928 kam es zum Zusammenschluss der Landgemeinde (Dorf) Groß Ramsau und des Gutsbezirks Groß Ramsau mit der benachbarten Landgemeinde Klein Ramsau (polnisch Ramsówko) zur neuen Landgemeinde Ramsau.

#### Ramsau

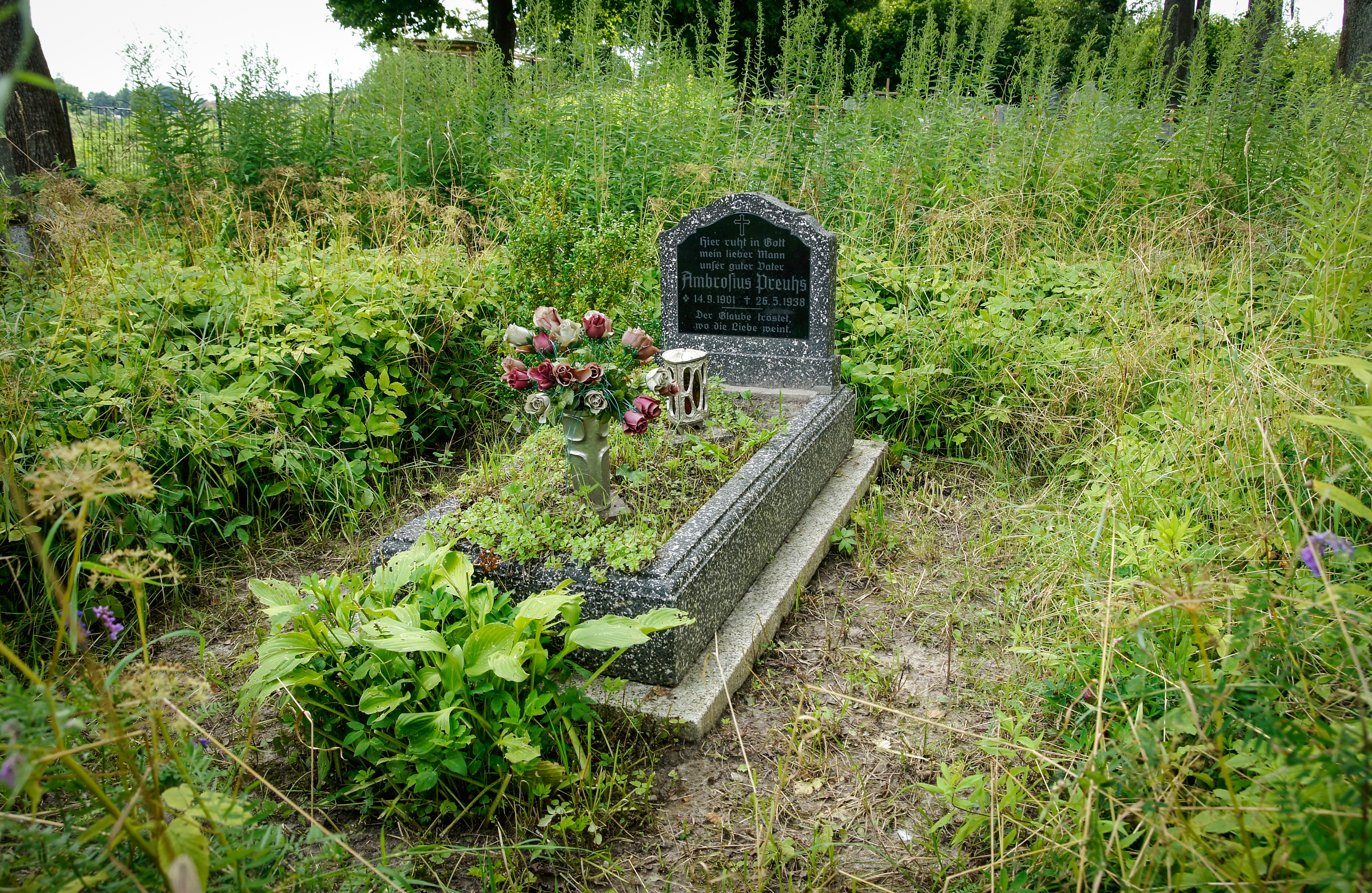
Grabstätte aus der Zeit vor 1945 auf dem Friedhof Ramsowo

Zur Landgemeinde Ramsau gehörten neben den Orten Groß und Klein Ramsau noch die Vorwerke Bärenbruch (polnisch Niedźwiedź) und Zimnowo (polnisch Zimnowo, untergegangener Ort). Die Gemeinde zählte im Jahre 1933 insgesamt 733 Einwohner, und ihre Zahl belief sich 1939 auf 837.
Als 1945 in Kriegsfolge das gesamte südliche Ostpreußen an Polen abgetreten wurde, erhielt Ramsau die polnische Namensform „Ramsowo“. Der Ort ist heute ein Teil der Stadt- und Landgemeinde Barczewo (Wartenburg i. Ostpr.) im Powiat Olsztyński (Kreis Allenstein), 1975 bis 1998 der Woiwodschaft Olsztyn, seither der Woiwodschaft Ermland-Masuren zugeordnet. Im Jahre 2011 zählte Ramsowo 671 Einwohner.

## Gefallenendenkmal
Im Ortskern von Groß Ramsau ist ein Gefallenendenkmal aufgestellt. Es wurde wieder hergerichtet und befindet sich in einem guten Zustand. 2007 wurden auch die Namenstafeln wieder ergänzt und eingesetzt. Mit den Worten „DEN IM WELTKRIEG 1914–1918 GEFALLENEN SÖHNEN DES KIRCHSPIELS GR. RAMSAU“ gedenkt das Ehrenmal namentlich 57 Bürgern aus den Kirchspielorten.

## Kirche
Bereits in vorreformatorischer Zeit wurde in Ramsau eine Kirche errichtet. Man schrieb damals das Jahr 1379.

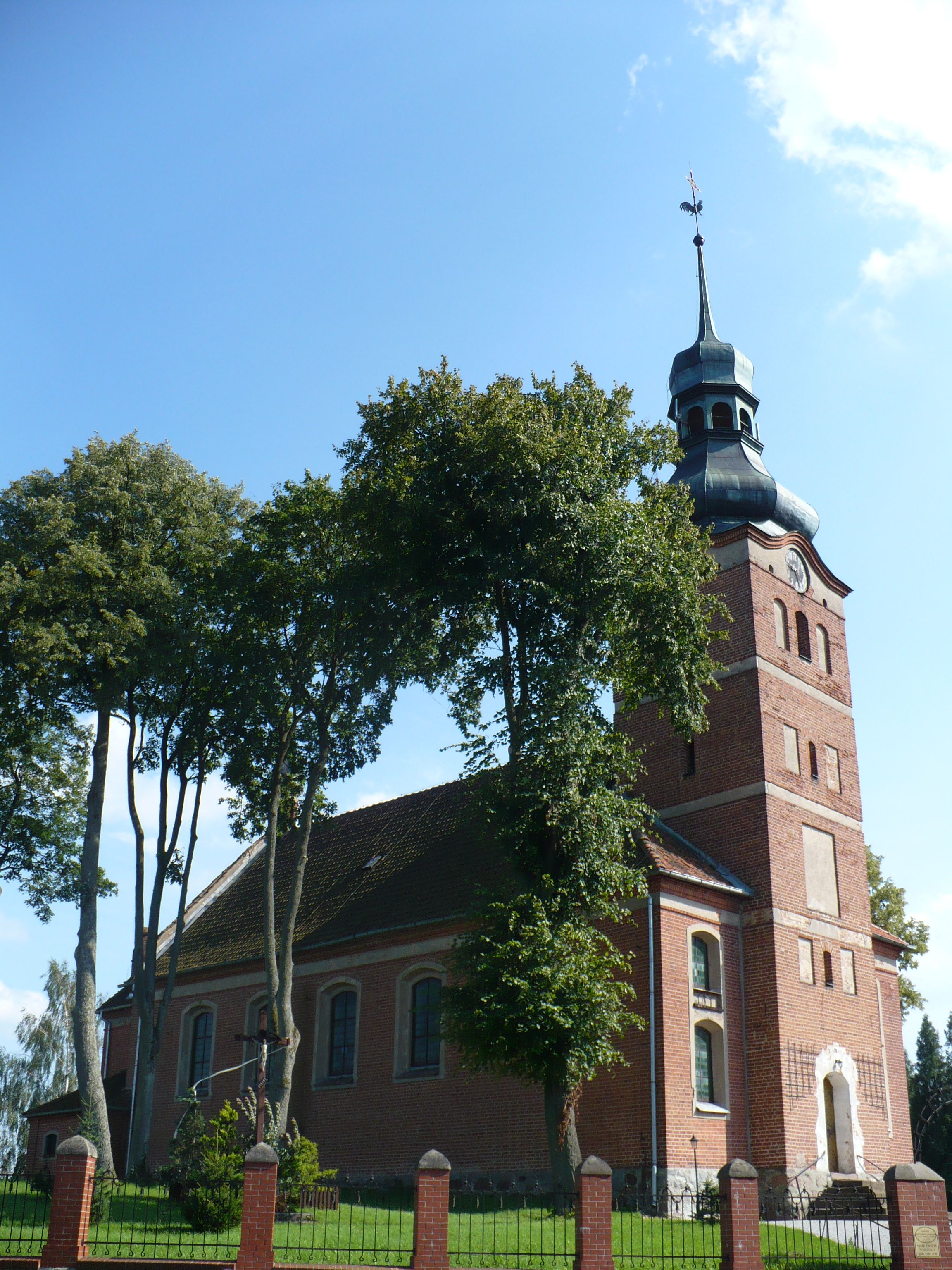
Die Kirche Groß Ramsau

### Römisch-katholisch
Im Ermland konnte die Reformation nicht Fuß fassen. Die Ramsauer Gemeinde bekannte sich zur Römisch-katholischen Kirche. An der Stelle der ursprünglichen Kirche entstand 1727 bis 1730 ein neues Gebäude. 1730 wurde es vom ermländischen Bischof Christoph Andreas Johann Szembek geweiht. 1857 fand ein Umbau statt, dem eine erneute Weihe durch Weihbischof Anton Frenzel folgte.
Die Kirche ist noch heute die Pfarrkirche Ramsowos. Sie gehört zum Dekanat Barczewo (Wartenburg i. Ostpr.) im Erzbistum Ermland.

### Evangelisch
Evangelischerseits war (Groß) Ramsau in die Kirche Wartenburg in der Kirchenprovinz Ostpreußen der Kirche der Altpreußischen Union eingepfarrt. In Groß Ramsau gab es für örtliche Belange auch eine Kapelle, die wohl zum Gut gehörte.
Heute ist Biskupiec (Bischofsburg) der nächstliegende evangelische Kirchort. Er gehört zur Diözese Masuren der Evangelisch-Augsburgischen Kirche in Polen.

## Verkehr
Ramsowo liegt an einer Straße, die sich von Jeziorany (Seeburg) südwärts bis nach Dźwierzuty (Mensguth) in den Powiat Szczycieński (Kreis Ortelsburg) zieht. Mehrere kleine Lokalstraßen enden in Ramsowo.
Eine Anbindung an den Bahnverkehr besteht nicht.

## Persönlichkeit
- Franz Adolf Namszanowski (1820–1900), römisch-katholischer Feldgeistlicher in Preußen, war von 1854 bis 1861 Pfarrer in Groß Ramsau